# الربيع (لوحة)
الرَّبِيعُ (بالإيطالية: Primavera)، هي لوحة كبيرة من طلاء التمبرا بريشة رسام عصر النهضة الإيطالي ساندرو بوتيتشيلي رسمت في أواخر سبعينيات القرن الخامس عشر أو أوائل ثمانينيات القرن الخامس عشر. وقد وصفت بأنها «واحدة من أكثر اللوحات المدروسة والأكثر إثارة للجدل في العالم»، وأيضًا «واحدة من أكثر اللوحات شعبية في الفن الغربي».
تُصور اللوحة مجموعة شَخصيات من الأساطير الكلاسيكية في حديقة، ولكن لم يتم العثور على قصة موحدة تجمع هذه الشخصيات بالذات. يتفق معظم النقاد على أن اللوحة عبارة عن قصة رمزية تستند إلى النمو الخصب للربيع، لكن تختلف الروايات عن أي معنى محدد، على الرغم من أن العديد منها يتضمن عصر النهضة الأفلاطونية الحديثة التي فتنت الدوائر الفكرية في فلورنسا. تم وصف الموضوع لأول مرة على أنه تمثيل «للرَّبِيعُ» من قبل مؤرخ الفن جورجيو فاساري الذي رآه في فيلا كاستيلو، خارج فلورنسا، بحلول عام 1550.
على الرغم من أنه من المعروف الآن أن أللوحتين ليسا زوجًا، إلا أن اللوحة تناقش حتماً مع لوحة أسطورية كبيرة أخرى لبوتيتشيلي، ولادة فينوس، أيضًا موجودة في أوفيزي. وهي من أشهر اللوحات في العالم ومن أيقونات عصر النهضة الإيطالية. من الاثنين، ولادة فينوس معروفة بشكل أفضل من الرَّبِيعُ. كلوحة لموضوعات من الأساطير الكلاسيكية على نطاق واسع جدًا، كانت تقريبًا غير مسبوقة في الفن الغربي منذ العصور القديمة الكلاسيكية.
تاريخ اللوحة غير معروف بالتحديد. ربما تم تكليفه من قبل أحد أفراد عائلة ميديتشي، لكن اليقين من تكليفه غير معروف. إنه مستمد من عدد من المصادر الأدبية الكلاسيكية وعصر النهضة، بما في ذلك أعمال الشاعر الروماني القديم أوفيد، وبصورة أقل تأكيدًا، لوكريتيوس، وقد يلمح أيضًا إلى قصيدة لبوليزيانو، شاعر منزل ميديشي الذي ربما ساعد بوتيتشيلي في ابتكار التكوين. منذ عام 1919 ، كانت اللوحة جزءًا من مجموعة معرض أوفيزي في فلورنسا بإيطاليا.

## تكوين اللوحة

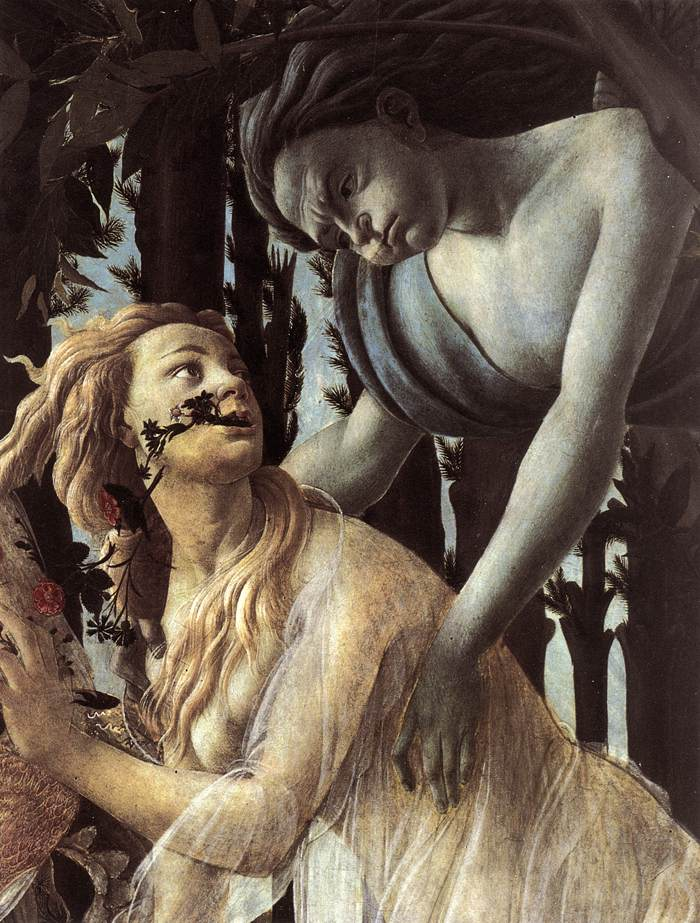
أنومي وكلوريس

تضم اللوحة ست شخصيات نسائية ورجلين، إلى جانب كيوبيد، في بستان برتقال. حركة التكوين من اليمين إلى اليسار، لذلك باتباع هذا الاتجاه، يكون التعريف القياسي للشخوص: في أقصى اليمين «أنومي، رياح مارس القارصة، يحاول أختطاف الحورية كلوريس، التي تزوجها لاحقًا وحولها إلى ألوهية؛ تصبح إلهة الربيع، الحاملة الأبدية للحياة، وتنثر الورود على الأرض.» تتداخل وتميل الحورية كلوريس ألى فلورا، الإلهة التي تحولت إليها.

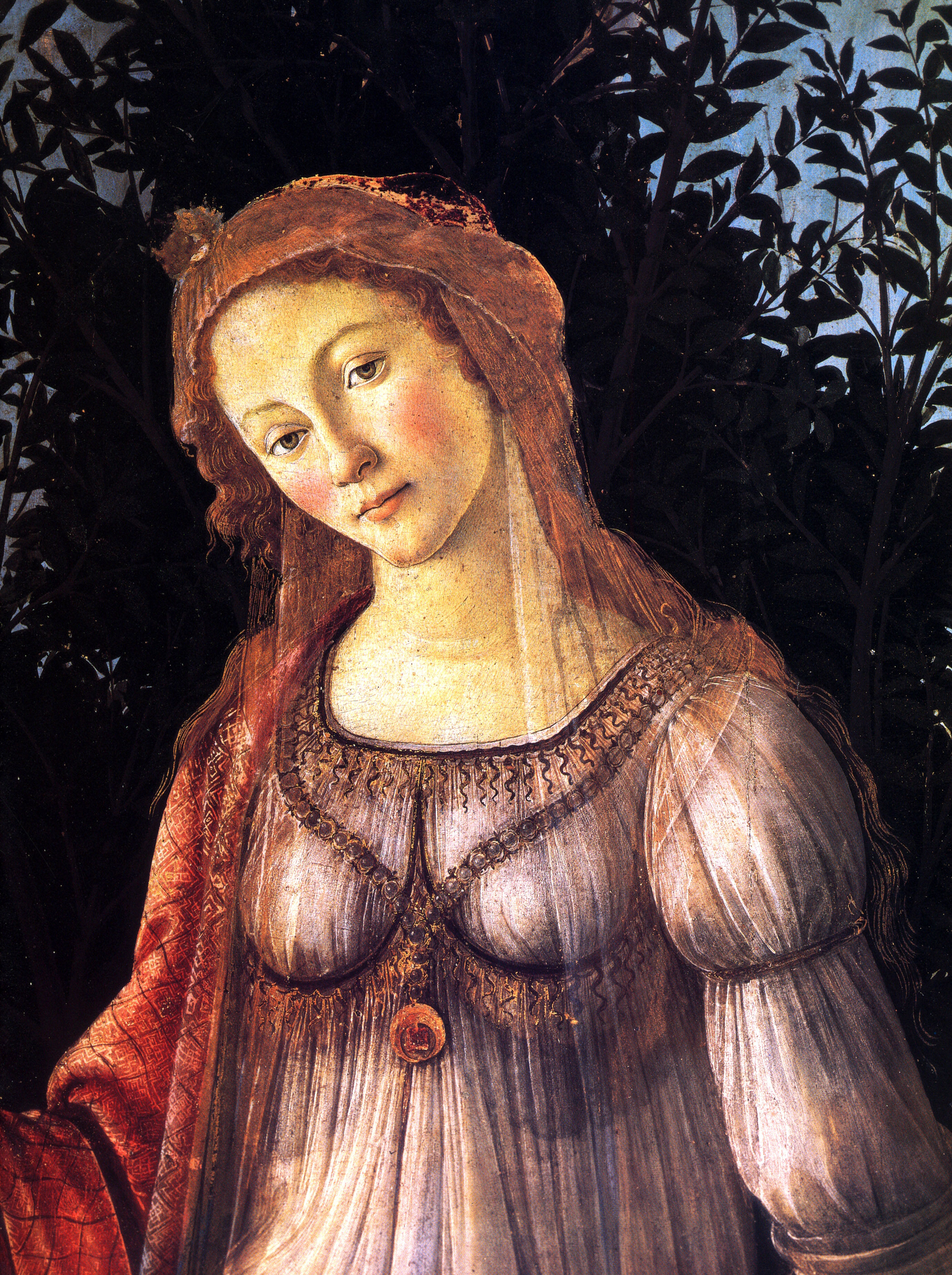
فينوس

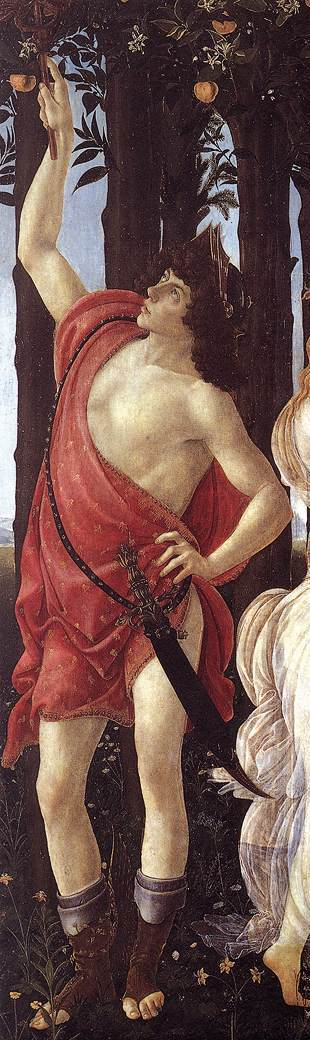
ميركوري

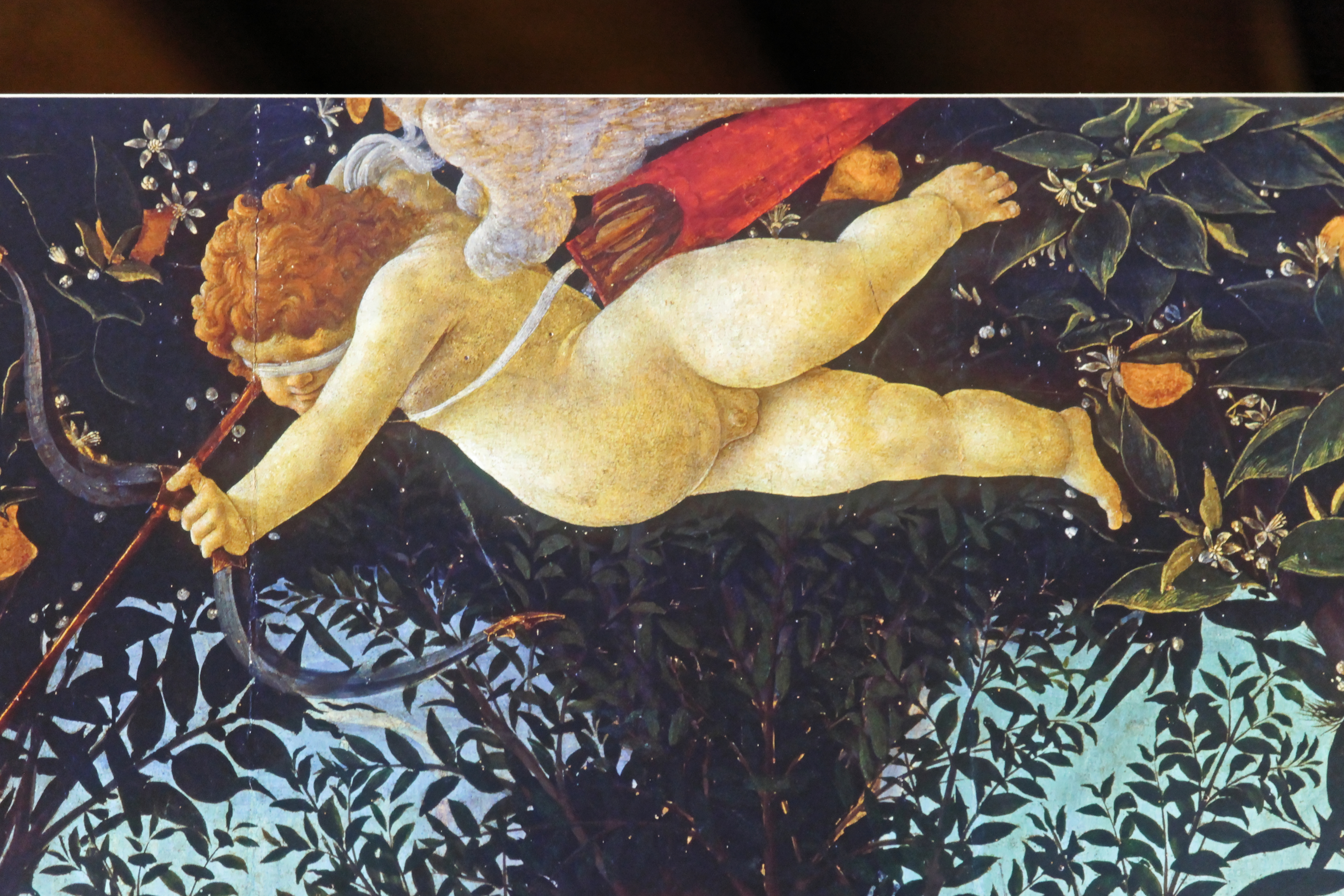
كيوبيد

في الوسط (ولكن ليس كذلك بالضبط) تقف فينوس، وهي امرأة ذات ثنيات حمراء باللون الأزرق، وهي متراجعة إلى حد ما عن الأشكال الأخرى. مثل جامع الزهور، تعيد نظر المشاهد. تشكل الأشجار خلفها قوسًا مكسورًا لتلفت الأنظار. في الهواء فوقها، يصوب كيوبيد معصوب العينين قوسه إلى اليسار.

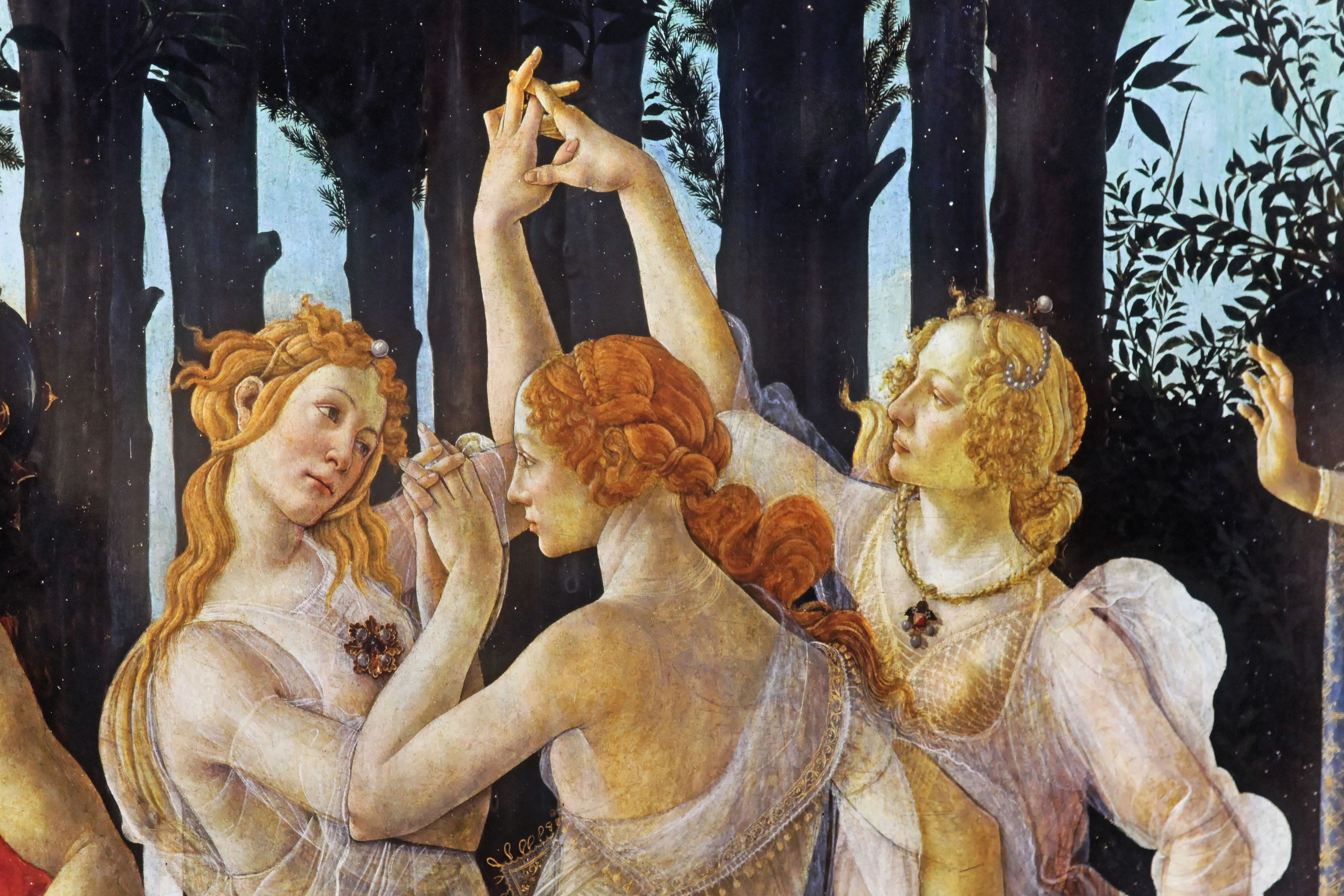
إلهات الحسن

على يسار اللوحة، تتكاتف إلهات الحسن، وهي مجموعة من ثلاث إناث باللون الأبيض الغامق مجتمعات في رقصة. أما في أقصى اليسار، يقف ميركوري، مرتديًا سيفًا وخوذة باللون الأحمر، يرفع عصا هيرميز نحو بعض السحب الرمادية الضعيفة.
التفاعلات بين الأشكال غامضة. ينظر أنومي وكلوريس إلى بعضهما البعض. فلورا وفينوس ينظران إلى المشاهد، كيوبيد معصوب العينين، وميركوري يدير ظهره للآخرين، وينظر إلى السحب. تنظر إحدى إلهات الحسن المركزية نحوه، بينما يبدو أن الاثنين الآخرين ينظران إلى بعضهما البعض. كذلك تعتبر ابتسامة فلورا غير عادية في لوحة من هذا التاريخ.
المشهد الرعوي معقد. هناك 500 نوع نباتي محدد تم تصويره في اللوحة، مع حوالي 190 زهرة مختلفة، منها ما لا يقل عن 130 نوعًا يمكن تمييزه على وجه التحديد. يتشابه المظهر العام والحجم للوحة مع المفروشات الفلمنكية والتي كانت زخارف شائعة في القصور في ذلك الوقت.
لم تتأثر هذه المفروشات بحلول ثمانينيات القرن التاسع عشر بالتطورات الفنية لعصر النهضة الإيطالية، كما أن تكوين اللوحة له جوانب تنتمي إلى هذا النمط القوطي الذي لا يزال. تنتشر الأشكال في خط تقريبي عبر مقدمة مساحة أللوحة، «موضوعة جنبًا إلى جنب مثل اللآلئ على خيط». من المعروف الآن أنه في المكان الذي تم تصميم اللوحة من أجله، كان الجزء السفلي عند مستوى العين تقريبًا، أو فوقه بقليل، مما يفسر جزئيًا «المستوى المرتفع برفق» الذي تقف عليه الشخوص.
إن قدمي فينوس أعلى بكثير من أقدام الآخرين، مما يدل على أنها خلفهم، لكنها في نفس المقياس، إن لم تكن أكبر، من الأشكال الأخرى. يُظهر تداخل الشخصيات الأخرى بواسطة عصا ميركوري ويدي كلوريس أنهم يقفون قليلاً أمام اليسار غريس وفلورا على التوالي، وهو ما قد لا يكون واضحًا بخلاف ذلك، على سبيل المثال من أقدامهم. لقد قيل أن فينوس لا تنمو بشكل أصغر في الجزء الخلفي من مساحة اللوحة.
أزياء الشخصيات هي نسخ من أزياء فلورنسا المعاصرة، على الرغم من أن هذا النوع من «الأزياء شبه المسرحية المصممة للحفلات التنكرية، اخترعها لورنزو دي ميديشي للمهرجانات والبطولات المدنية.»  قد يتعلق أفتقار السرد في أللوحة ألى الإشارة بعالم المسابقات وعروض التابلوه (مشهد ثابت يحتوي على ممثل أو نموذج واحد أو أكثر) بالإضافة إلى الرموز الرمزية القوطية الثابتة.

## التفسير
تم تقديم تفسيرات مختلفة للشخوص،  ولكن من المتفق عليه عمومًا أن اللوحة على الأقل على مستوى واحد هي «قصة رمزية أسطورية مفصلة للخصوبة المتزايدة في العالم.» ويعتقد أن بوتيتشيلي كان لديه المساعدة في ابتكار تكوين اللوحة وأي معاني كان من المفترض احتوائها، حيث يبدو أن اللوحة تعكس معرفة عميقة بالأدب الكلاسيكي والفلسفة التي من غير المرجح أن يمتلكها بوتيتشيلي. عادة ما يُعتقد أن لبوليزيانو تأثير في هذا الأمر،  على الرغم من أن مارسيليو فيتشينو، عضو آخر في دائرة لورنزو دي ميديشي وشخصية رئيسية في عصر النهضة الأفلاطونية الحديثة، قد تم ذكره أيضًا.
أحد جوانب اللوحة هو تصوير تقدم فصل الربيع، بالقراءة من اليمين إلى اليسار. تهب رياح أوائل الربيع على الأرض وتولد النمو والزهور، برئاسة فينوس، إلهة أبريل، وعلى اليسار ميركوري، إله شهر مايو في التقويم الروماني المبكر، يطارد السحب الأخيرة من قبل الصيف. بالإضافة إلى كونه جزءًا من تسلسل خلال الموسم، يعمل ميركوري في تبديد الغيوم كحارس للحديقة، موضحًا جزئيًا لباسه العسكري وواجهته خارج مساحة أللوحة. يصف مقطع من كتاب فيرجيل «الإنيادة» قيامه بتنظيف السماء باستخدام عصا هيرميز. وجهة نظر الأفلاطونية المحدثة الأكثر إيجابية عن الغيوم هي أنها «حُجُب خير يمكن من خلالها وصول روعة الحقيقة الفائقة إلى الناظر دون تدميره».

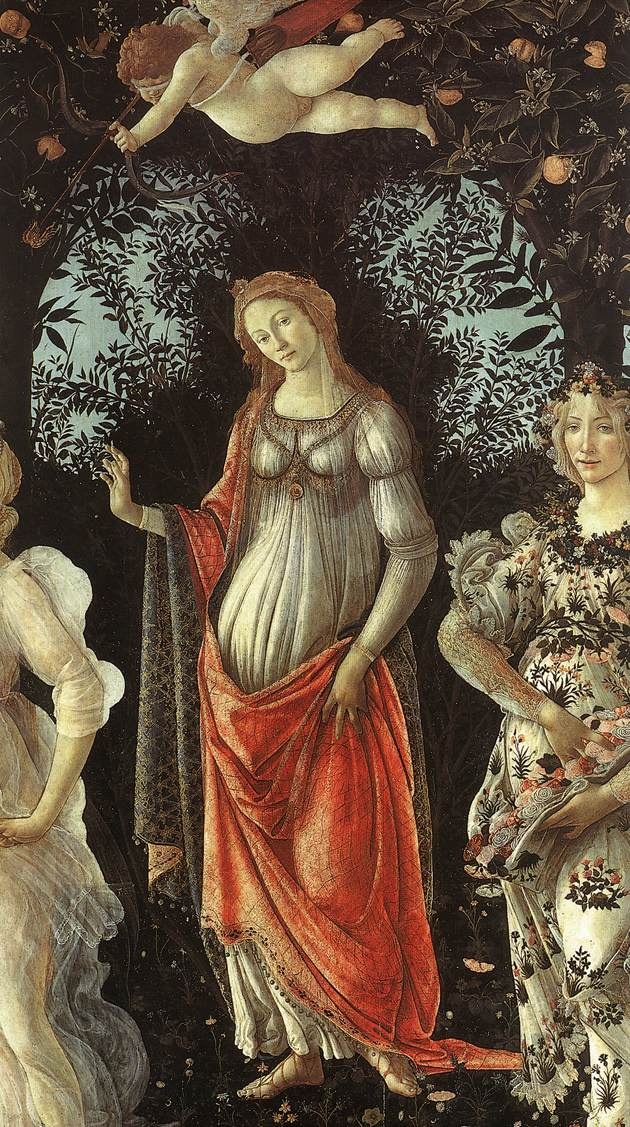
فينوس واقفة في قوسها.

تترأس فينوس - بستان البرتقال (رمز عائلة ميديشي). إنها أيضًا حديقة هيسبيريديس من الأسطورة الكلاسيكية، والتي جاء منها التفاح الذهبي المستخدم في دينونة باريس؛ قرر اليونانيون الهلنستيون أن هذه كانت ثمار حمضيات غريبة عنهم. وفقًا لكلوديان، لم يُسمح بتواجد الغيوم والسحب هناك. تقف فينوس أمام الأوراق الداكنة لشجيرة الآس. وفقًا لهسيود، وُلدت فينوس من البحر بعد أن سقط السائل المنوي لأورانوس على المياه. عند وصولها إلى الشاطئ في صدفة كانت قد كسست عريها بالآس، وهكذا أصبح النبات مقدسًا لها. تظهر فينوس هنا في شخصيتها كإلهة للزواج، مرتدية ملابسها وشعرها مغطى بشكل متواضع، حيث هكذا كان من المتوقع أن تظهر النساء المتزوجات في الأماكن العامة.

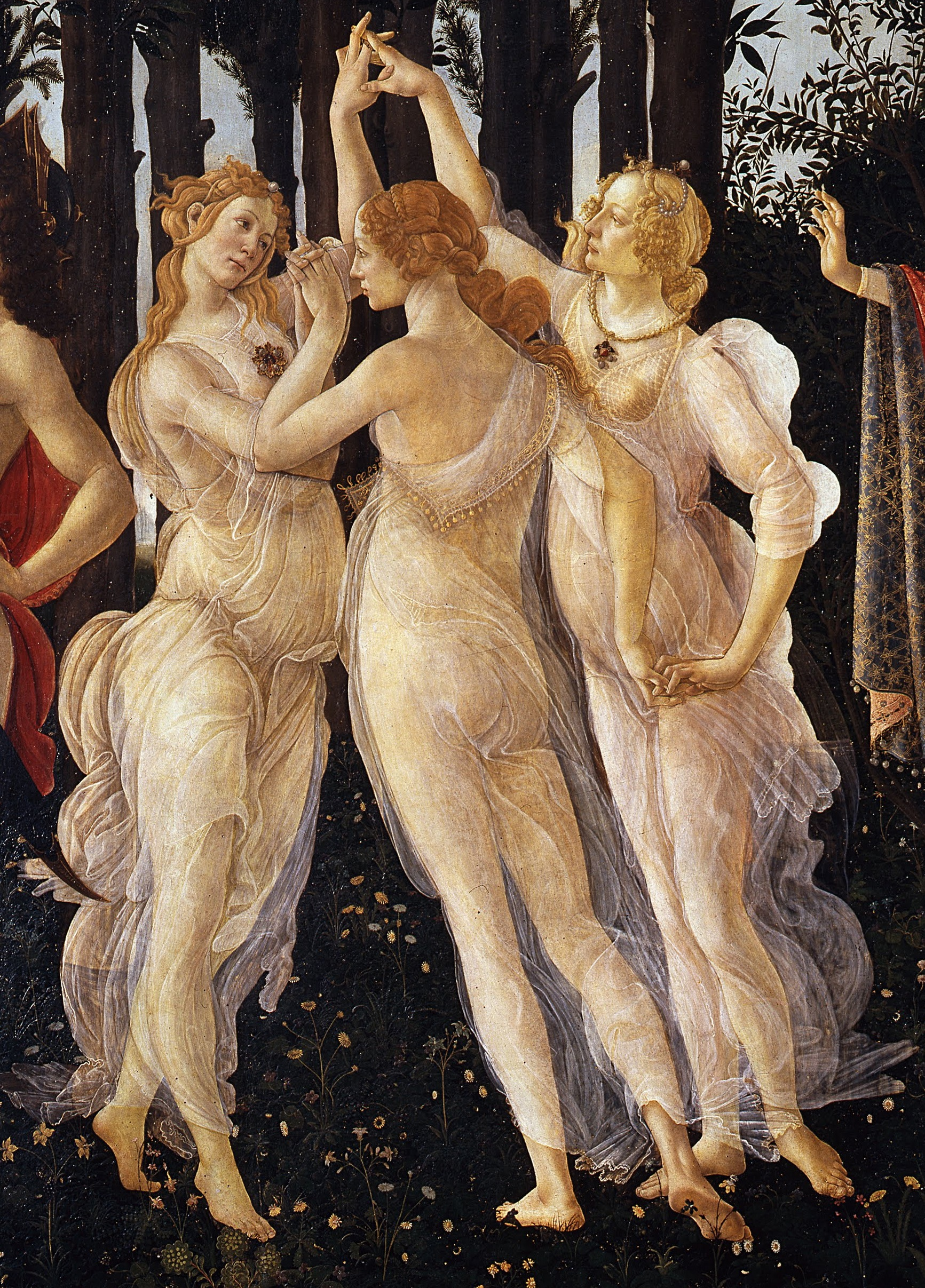
إلهات الحسن الثلاثة

إلهات الحسن الثلاثة، وعادة ما يصاحبن فينوس. في الفن الكلاسيكي هن عراة عادة، وعادة ما يقفن ساكنات وهن يمسكن بأيديهن، لكن التصوير هنا قريب جدًا من رسم سينيكا لليون باتيستا ألبيرتي في كتابه «على الرسم» (1435)، والذي كان بوتيتشيلي على أطلاع عليه بالتأكيد. من اليسار تم تحديدهم من قبل إدغار ويند على أنهم «فولوبتاس وكاستيتاس وبولكريتودو» (المتعة والعفة والجمال)،  على الرغم من وجود أسماء أخرى في الأساطير، ومن الملاحظ أن العديد من الكتاب، بما في ذلك لايتباون وإيتلينجرز، يمتنعون من تسمية إلهات حسن بوتيتشيلي على الإطلاق.
سهم كيوبيد موجه نحو إلهة الحسن الوسطى - العفة، بحسب ويند - وتأثير الحب على العفة، مما يؤدي إلى الزواج، يظهر في العديد من التفسيرات. تتطلع العفة إلى ميركوري، وبعض التفسيرات، خاصة تلك التي تحدد الأشكال على غرار الأفراد الفعليين، ترى هذا الزوجين كواحد لمطابقة الزوجين كلوريس وأنومي على الجانب الآخر من اللوحة.

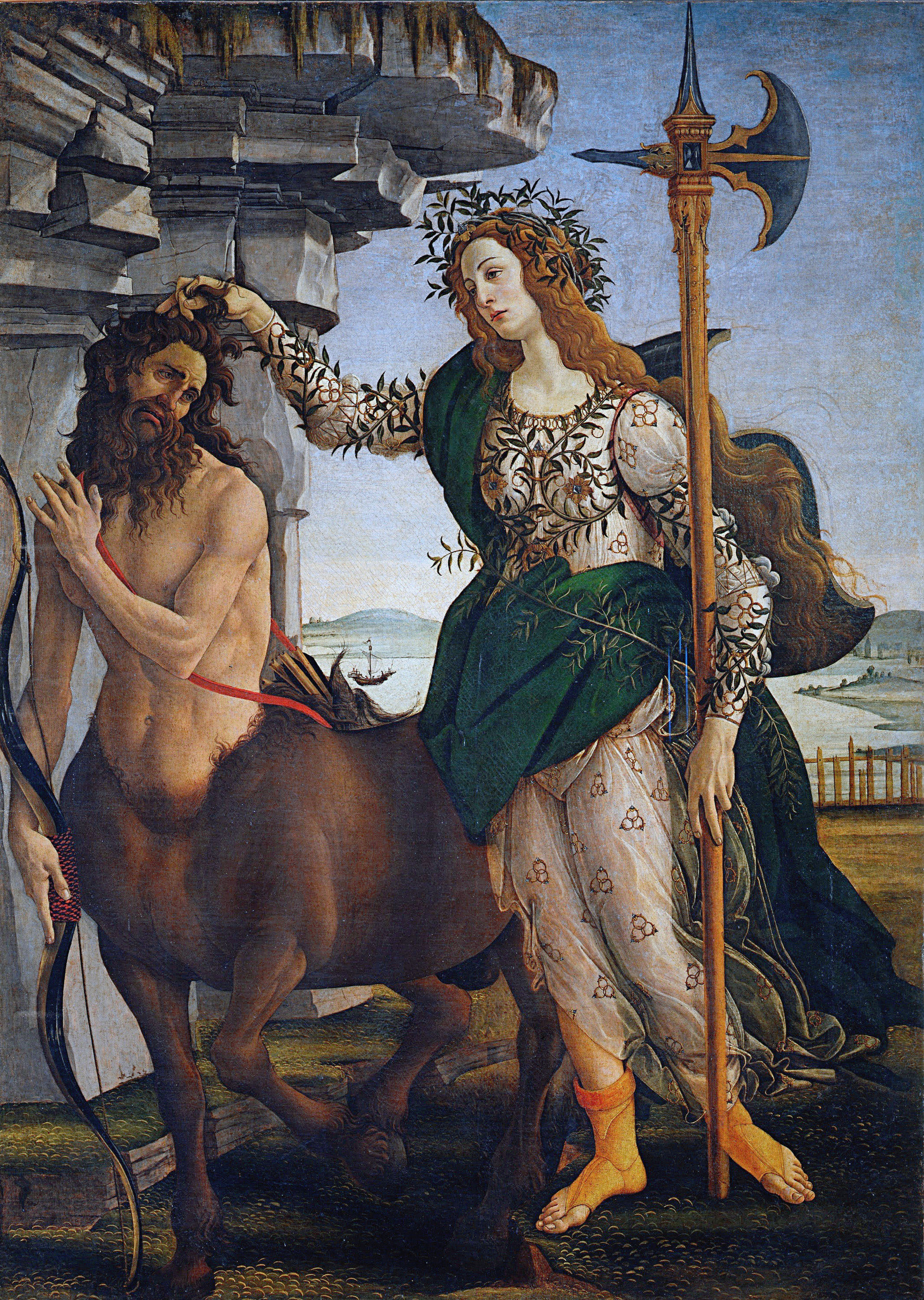
تم اقتراح لوحة بالاس والقنطور (1482) لبوتيتشيلي كقطعة مصاحبة لـلوحة الرَّبِيعُ.

في تفسير مختلف، تم التخلي عن الحب الجسدي الترابي الذي يمثله أنومي إلى اليمين من قبل الشخصية المركزية لـ كلوريس، التي أعادتها إلى المشهد، غير مكترثة بالتهديد الذي يمثله عليها كيوبيد. ينصب تركيزها على ميركوري، الذي يحدق بنفسه فيما وراء اللوحة في ما يعتقد الكثيرون بكونها اللوحة المصاحبة للوحته «بالاس والقنطور»، حيث يثبت أن «الحب الموجه نحو المعرفة» (الذي يجسده بالاس أثينا) أنه ينتصر على الشهوة (التي يرمز إليها بـ القنطور).

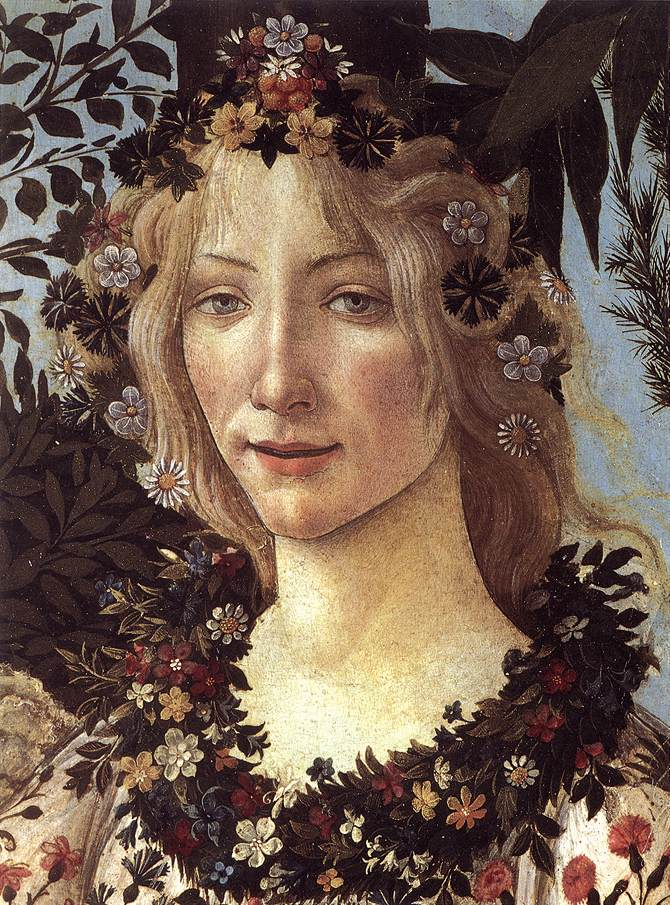
فلورا

تم الآن الاتفاق على التعريف الأساسي لشخوص أللوحة على نطاق واسع،  ولكن في الماضي تم استخدام أسماء أخرى أحيانًا للإناث على اليمين، وهما مرحلتان لنفس الشخص في التفسير المعتاد. يمكن تسمية المرأة التي ترتدي الثوب المزهر «بريمافيرا» (تجسيد الربيع)، مع فلورا الشخصية التي يتبعها أنومي. اقترح أحد خبراء الفن في عام 2011 أن الشخصية المركزية ليست فينوس على الإطلاق، ولكن بيرسيفوني.
بالإضافة إلى معناها الصريح، تم تفسير اللوحة على أنها توضيح لمثل الحب الأفلاطوني المحدث الذي شاع بين ميديشي وأتباعهم بواسطة مارسيليو فيسينو. رأى فلاسفة الأفلاطونية الحديثة أن فينوس تحكم الحب الأرضي والإلهي على حد سواء، وجادلوا بأنها كانت المكافئ الكلاسيكي لمريم العذراء. يُلمح إلى هذا من خلال تأطيرها في إطار يشبه المذبح يشبه أللوحات المعاصرة للسيدة العذراء مريم.  إن إيماءة الترحيب على يد فينوس، والتي ربما تكون موجهة إلى المشاهد، هي نفسها التي استخدمتها مريم لرئيس الملائكة جبرائيل في اللوحات المعاصرة للبشارة.
من المحتمل أن تتضمن التلميحات الوهمية لأسماء ميديشي في الكرات الذهبية للبرتقال، وتذكر تلك الموجودة على شعار ميديشي، وأشجار الغار على اليمين، لكل من لورينزو دي ميديشي، والنيران على زي كلا من ميركوري وفينوس، وهي أيضًا سمة من سمات سان لورانس. ميركوري كان إله الطب و «الأطباء»، medici بالإيطالية. مثل هذه التورية لميديتشي، وكذلك في لوحة «فينوس ومارس» لفسبوتشي، تمر عبر جميع لوحات بوتيتشيلي الأسطورية.

## الإلهام

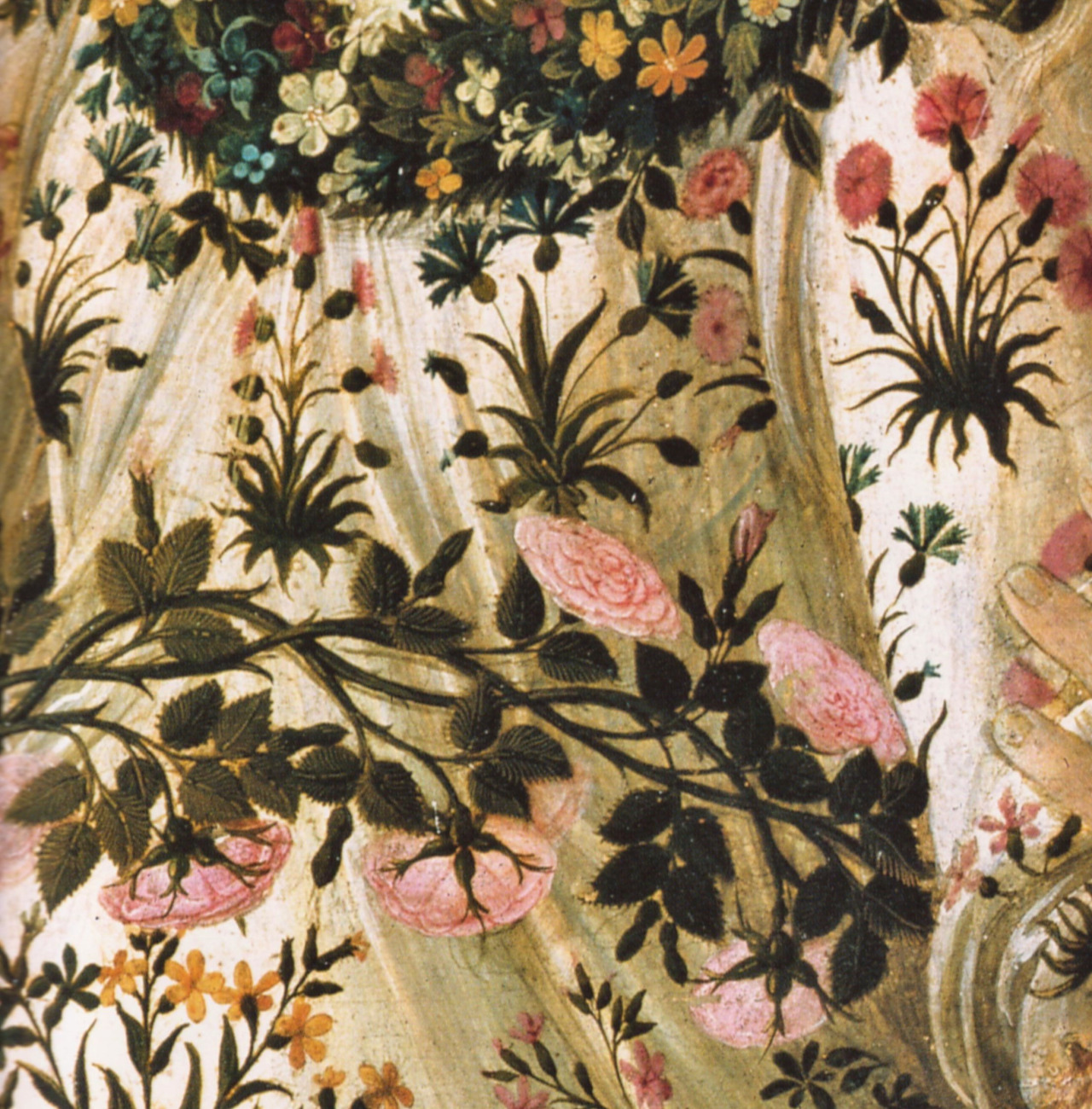
تفاصيل ثوب فلورا.

من بين المصادر الإلهام الأدبية العديدة التي ربما تكون قد غذت تكوين اللوحة،  أوضحها لأول مرة في العصر الحديث من قبل أبي واربورغ في عام 1893 ، في أطروحته الأساسية عن اللوحة. المجموعة الموجودة على يمين اللوحة مستوحاة من وصف الشاعر الروماني أوفيد لوصول الربيع، بحيث تروي حورية الخشب كلوريس كيف جذب سحرها العاري أول رياح الربيع، زفير. طاردتها زفير، وبينما كانت مفتونة، نبتت الأزهار من فمها وتحولت إلى فلورا، إلهة الزهور. في عمل أوفيد، يُقال للقارئ «حتى ذلك الحين كانت الأرض ذات لون واحد فقط». من اسم كلوريس، قد يُخمن أن اللون كان أخضر - الكلمة اليونانية للأخضر هي khloros ، جذر كلمات مثل الكلوروفيل - وربما يكون هذا السبب وراء رسم بوتيتشيلي لأنومي بظلال من اللون الأخضر المزرق.

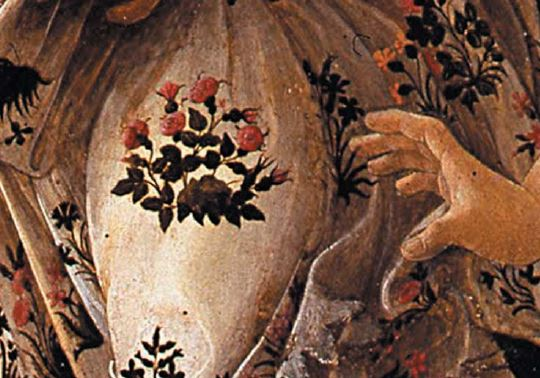
تفاصيل ثوب فلورا.

قد تكون العناصر المحددة الأخرى مشتقة من قصيدة كتبها بوليزيانو. كما تم نشر قصيدة بوليزيانو، «رستيكوس»، في عام 1483 ويعتقد عمومًا أن اللوحة قد اكتملت بحلول عام 1482 تقريبًا،  جادل بعض العلماء بأن التأثير قد انعكس، مع الأخذ في الاعتبار أن بوليزيانو يُعتقد عمومًا أنه ساعد في ابتكار القصة الرمزية في اللوحة.

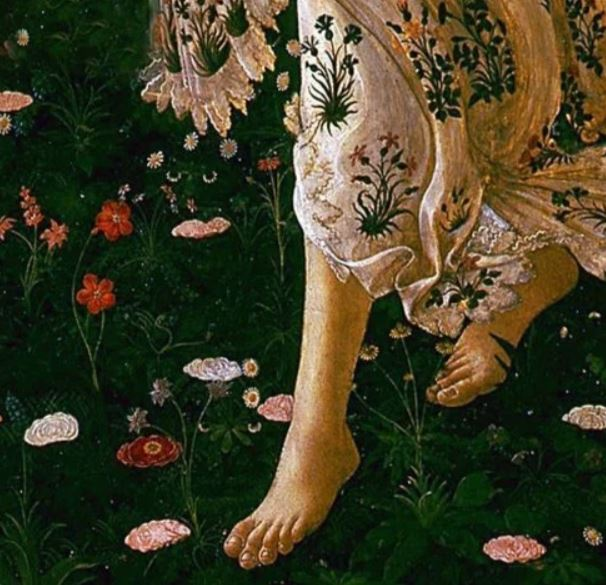
تفاصيل ثوب فلورا.

مصدر إلهام آخر للرسم يبدو أنه كان قصيدة لوكريتيوس «في طبيعة الأشياء»، والتي تتضمن السطور، «الربيع يأتي وقت الزهرة، وصبي الزهرة، / النذير المجنح، يمشي من قبل، / ويصعب على فلورا الأم أنومي، / رش الطرق قبلها، تملأ الكل / بألوانها ورائحة ممتازة.» 

عندما يكون هناك عدد كبير من المصادر الأدبية، ربما لا يعرف بوتيتشيلي معظمها مباشرة، أو التي حددها له المستشارون، فإن المصادر المرئية هي مسألة مختلفة:
ولكن من أين أتت الرؤية بالمعنى المرئي وليس الأدبي؟ هذا هو سر العبقرية. من التوابيت العتيقة، من عدد قليل من الأحجار الكريمة والنقوش، وربما بعض أجزاء من الخزف الأريتي؛ من رسومات البقايا الكلاسيكية لفنانين معاصرين والتي تم تداولها في ورش العمل الفلورنسية، مثل نماذج كتب المهندسين المعماريين في القرن الثامن عشر؛ من هذه المواد الهزيلة والمتوسطة، ابتكر بوتيتشيلي واحدة من أكثر الاستفزازات الشخصية للجمال الجسدي في الفن كله، النعم الثلاثة للربيع. ~ كينيث كلارك 

## تاريخ اللوحة

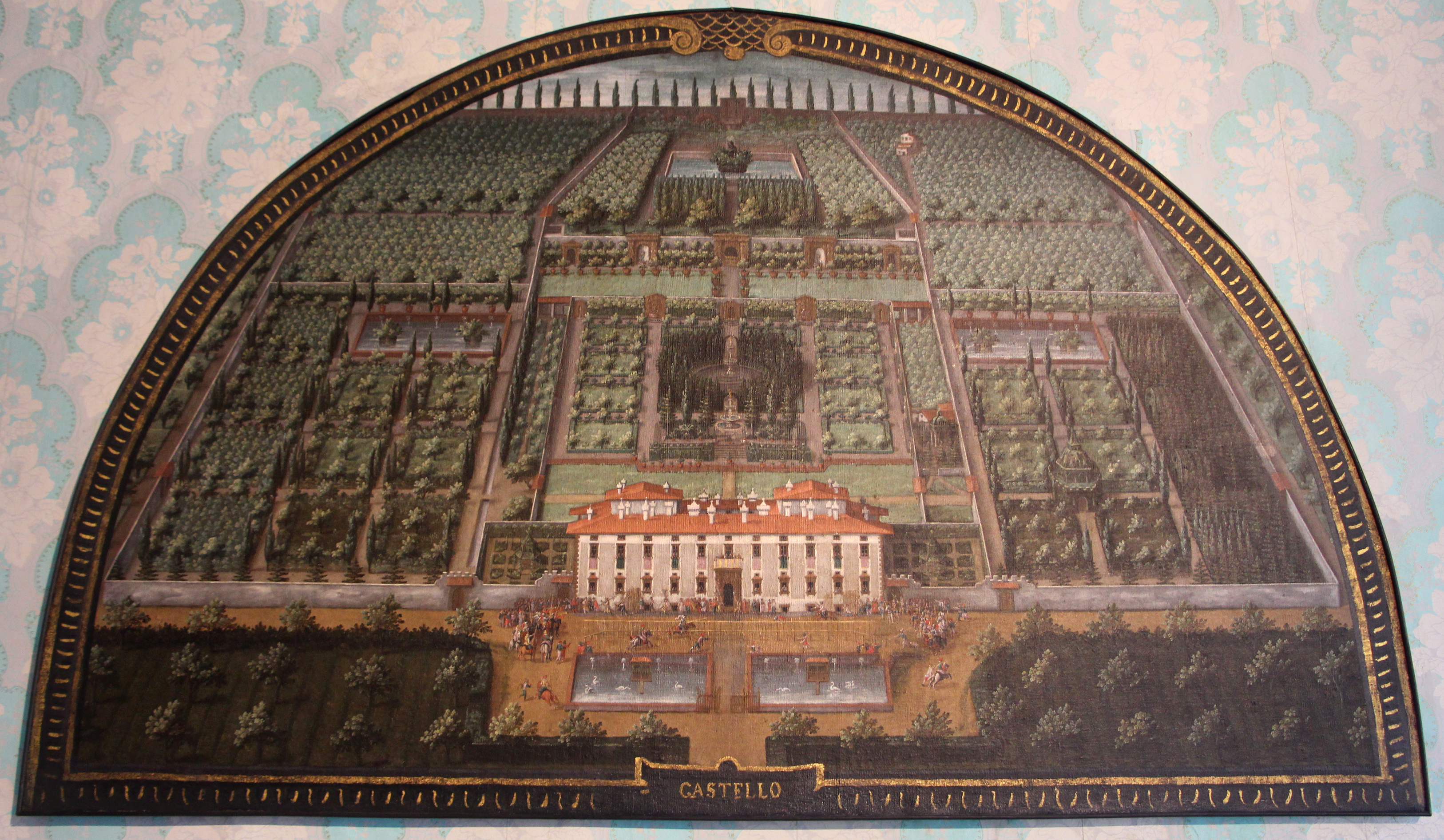
احتوت فيلا دي كاستيلو (فلورنسا) على اللوحة حتى عام 1815 ، عندما انتقلت إلى أوفيزي.

أصل اللوحة غير واضح. كان بوتيتشيلي بعيدًا في روما لعدة أشهر في 1481 ، ورسم في كنيسة سيستين، والتواريخ المقترحة في السنوات الأخيرة في الغالب متأخرة عن ذلك، ولكن في بعض الأحيان لا تزال من قبل. تم تغيير التفكير إلى حد ما من خلال نشر قائمة جرد من عام 1499 لمجموعة لورينزو دي بييرفرانشيسكو دي ميديشي في عام 1975. يسجل الجرد لعام 1499 أن اللوحة كانت معلق في قصر مدينة لورينزو دي بييرفرانشيسكو دي ميديشي وشقيقه جيوفاني. كانا أبناء عمومة لورنزو دي ميديشي، الذي كان فعليًا حاكم فلورنسا، وبعد وفاة والدهما المبكرة كان حراسه. تم تعليق أللوحة فوق ليتوتشيو كبير، قطعة أثاث متقنة بما في ذلك قاعدة مرتفعة ومقعد ولوح خلفي، ربما تعلوه إفريز. من المحتمل أن يكون الجزء السفلي من اللوحة على مستوى عين المشاهد، لذا فقد كان أعلى مما تم تعليقه اليوم. 
في نفس الغرفة كان توجد لوحة بالاس والقنطور لبوتيتشيلي. سجل جرد آخر لـ 1503 أن «لوحة الربيع» كانت ذات إطار أبيض كبير.  في الطبعة الأولى من كتابه حياة بوتيتشيلي، الذي نُشر عام 1550 ، قال جورجيو فاساري إنه شاهد هذه اللوحة، وولادة فينوس، معلقين في فيلا دي كاستيلو الريفية. قبل معرفة الجرد، كان يُعتقد عادةً أن كلتا اللوحتين قد صُنعت للفيلا، ربما بعد فترة وجيزة من الحصول عليها في عام 1477 ، إما بتكليف من لورنزو دي بييرفرانشيسكو أو ربما أعطاه إياه ابن عمه الأكبر والوصي لورينزو دي ميديتشي. يقول فاساري إنه من الغريب أن كلتا اللوحتين احتوتتا على عراة نسائية، وهذا ليس هو الحال هنا تمامًا.
يربط معظم العلماء الآن اللوحة بزواج لورينزو دي بييرفرانشيسكو دي ميديشي. غالبًا ما كانت اللوحات والأثاث تقدم كهدية للاحتفال بالأعراس. كان الزواج في 19 يوليو 1482 ، ولكن تم تأجيله بعد وفاة والدة لورينزو الكبرى في 25 مارس. كان من المقرر أصلا في مايو. تميل المواعيد الأخيرة إلى تفضيل أوائل الثمانينيات من القرن الخامس عشر، بعد عودة بوتيتشيلي من روما، مما يشير إلى أنه تم تكليفه مباشرة بهذا الزفاف، وهو رأي أيده الكثيرون.

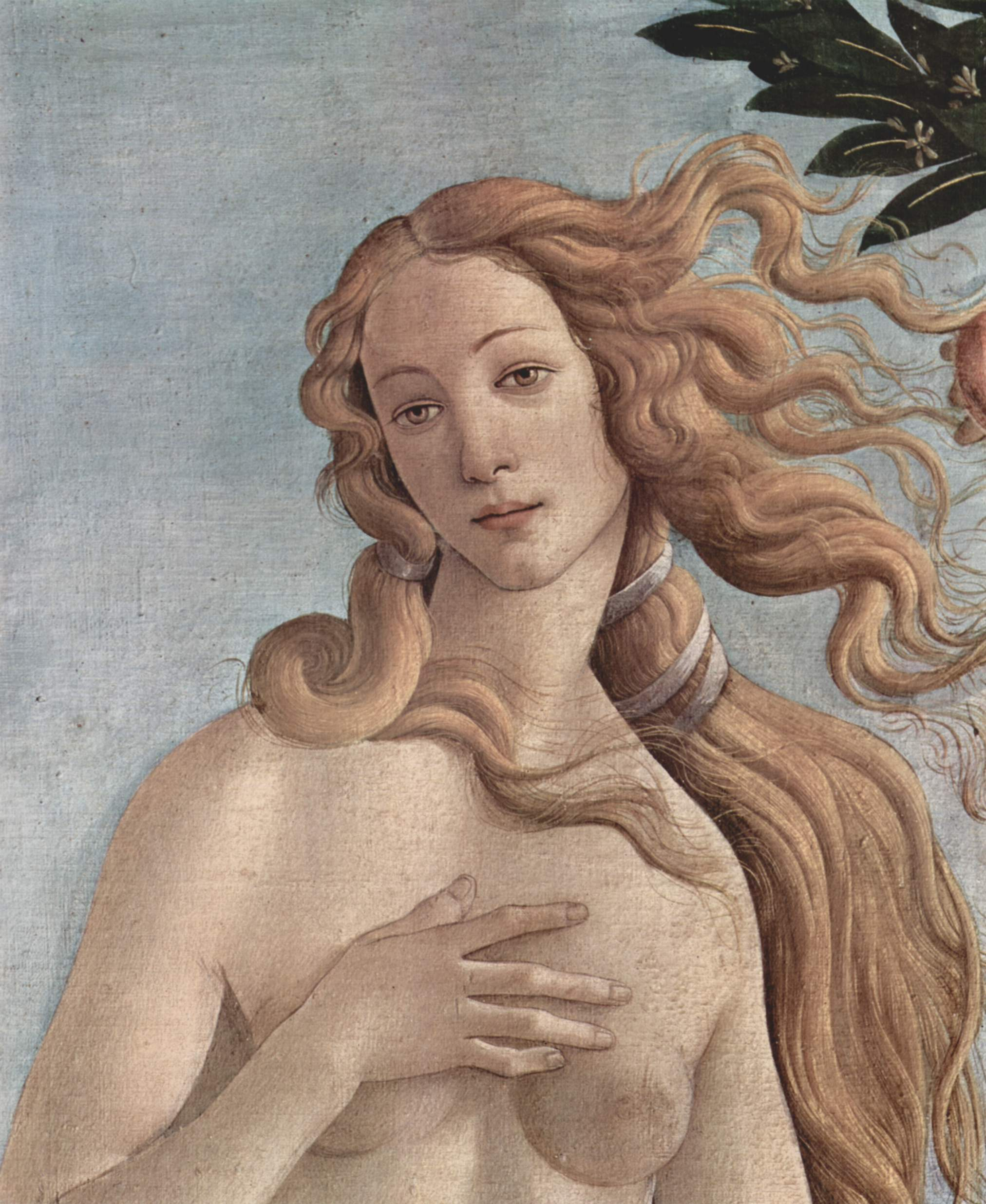
سيمونيتا فسبوتشي نموذج لفينوس في لوحة ولادة فينوس، يقترح بان تكون قد مثلت فينوس ايضاً في لوحة الربيع.

نظرية قديمة أخرى، تفترض تاريخًا مبكرًا، تشير إلى أن لورينزو كلف اللوحة للاحتفال بميلاد ابن أخيه جوليو دي جوليانو دي ميديشي (الذي أصبح فيما بعد البابا)، لكنه غير رأيه بعد اغتيال والد جوليانو، شقيقه جوليانو. في عام 1478 ، أكملها بدلاً من ذلك كهدية زفاف لورنزو دي بيرفرانشيسكو. كثيرا ما يقترح أن لورينزو دي بيرفرانشيسكو هو نموذج لميركوري في اللوحة، وعروسه سيميراندي ممثلة في فلورا (أو فينوس). في النظريات القديمة ، وضع اللوحة في سبعينيات القرن الخامس عشر، اقترح أن نموذج فينوس كان سيمونيتا فسبوتشي، زوجة ماركو فسبوتشي ووفقًا للأسطورة الشعبية عشيقة جوليانو دي ميديشي (التي يقال أحيانًا أنها كانت النموذج)؛ تعتمد هذه التعريفات إلى حد كبير على تاريخ مبكر ، في سبعينيات القرن الخامس عشر، حيث مات كلاهما بحلول عام 1478. كانت سيمونيتا عمة عروس لورنزو سيميراندي.  تلخيصًا للتفسيرات العديدة للوحة ، يتضمن ليوبولد إيتلينجر «النزول إلى المضحك - تمثيلية فاجنرية تم إصدارها في ذكرى المقتول جوليانو دي ميديشي ومحبوبته سيمونيتا فسبوتشي مع الجرمانيين المتنكرين في زي نعمة البحر الأبيض المتوسط.» 
كلما اتحدت هذه اللوحة وولادة فينوس في كاستيلو، ظلوا معًا منذ ذلك الحين. مكثوا في كاستيلو حتى عام 1815 ، عندما تم نقلهم إلى أوفيزي. لبضع سنوات حتى عام 1919 تم الاحتفاظ بها في معرض جاليريا ديل أكاديميا ، وهو متحف حكومي آخر في فلورنسا. منذ عام 1919 ، تم تعليقه في معرض أوفيزي في فلورنسا. خلال الحملة الإيطالية للحرب العالمية الثانية، تم نقل أللوحات إلى قلعة مونتيغوفوني على بعد حوالي عشرة أميال جنوب غرب فلورنسا لحمايتها من القصف أثناء الحرب.
أعيدا إلى معرض أوفيزي حيث بقيا حتى يومنا هذا. في عام 1978 ، بعد أن ظل العمل مظلمة بشكل كبير على مر السنين، تم ترميم اللوحة.

## الرسام

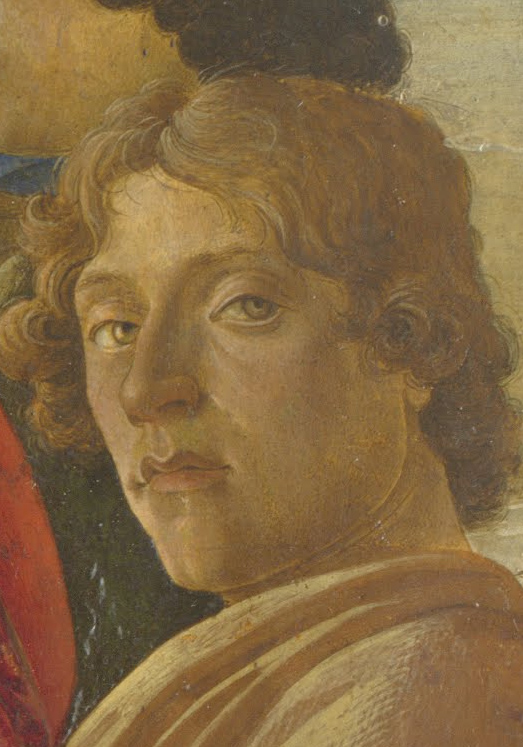
ساندرو بوتيتشيلي

ألسندرو دي ماريانو دي فيليبيبي 1445-1510، والمعروف بساندرو بوتيتشيلي، هو رسام إيطالي من عصر النهضة بدأ حياته صبيا في حانوت صائغ بفلورنسا. ويحدثنا فازاري وآخرون أن ساندرو فتن بفن الرسم في صغره فالحقه والده بمرسم فيليبو ليبي. وظلت تأثيرات ليبي ملازمة لساندرو الذي تتلمذ عليه طوال حياته الفنية. وكان فيليبو ليبي من المتاثرين بأسلوب مازاتشوفي فن الرسم وأسلوب دوناتيلو في فن النحت، فترجم مرونة مازاتشيو والدينامية الدرامية لدوناتيلو إلى رؤيته الخاصة. عاش بفلورنسا حيث أبدع أعماله. تتميز لوحاته بخطوطها الواضحة المتناسبة وألوانها الرقيقة وزخارفها المتعددة وشاعريتها. ولم يشارك بوتيتشيلي زملاءه الفلورنسيين في اهتمامهم بالعلوم والطبيعة، لذا فإنه لم يحاول أن يصوِّر المناظر ذات الأبعاد وفقًا لقوانين المنظور، أو يُصوِّر جسم الإنسان وفقا لقوانين علم التشريح. تنقسم أعمال بوتيتشيلي إلى قسمين: يصور في القسم الأول زينة الحياة الدنيا، والقصص الأخلاقية المعقدة، والموضوعات الأسطورية الجميلة. ويكشف في القسم الثاني من أعماله عن مشاعر جادة ومنضبطة، ومثال ذلك لوحاته التصويرية لملحمة دانتي الكوميديا الإلهية وكذلك لوحاته الدينية.